# Saint-Marcel-lès-Sauzet
 Saint-Marcel-lès-Sauzet  là một xã thuộc tỉnh Drôme trong vùng Auvergne-Rhône-Alpes đông nam nước Pháp.